# 1529 în literatură
- 1528 în literatură — 1529 în literatură — 1530 în literatură

Anul 1529 în literatură a implicat o serie de evenimente semnificative. 

## Eseuri
- Guillaume Budé - Commentarii linguae graecae („Comentarii despre limba greacă”, în latină, Paris)
- Erasmus din Rotterdam - "De Pueris Satim ac Liberaliter Instituendis", („Despre educația suficientă și liberă a copiilor”)

## Decese
Format:1529